# Makedonien i Eurovision Song Contest 2012
Makedonien deltog i Eurovision Song Contest 2012 i Baku i Azerbajdzjan.

## Internt val
Den 19 november 2011 meddelade MKRTV att man internt valt ut sångerskan Kaliopi Bukle till att representera landet. På en presskonferens den 28 november avslöjades det att deras låt skulle framföras på makedonska för fjärde året i följd. Den 16 januari 2012 avslöjades det att titeln på låten var "Crno i belo" (Black and White) och att den var skriven av Kaliopi i samarbete med Romeo Grill. Det meddelades att låten skulle presenteras den 29 februari. Den 29 februari hölls ett speciellt TV-program med många gästartister där låten presenterades. Under programmet framträdde Kaliopi med flera av sina mest kända låtar och några covers. I slutet av programmet framförde hon sitt bidrag "Crno i belo" för första gången, följt av den engelska versionen av låten med titeln "Black and White".

## Vid Eurovision
Makedonien deltog i den andra semifinalen den 24 maj. Där hade de startnummer 2. De tog sig vidare till finalen som hölls den 26 maj. Där hade de startnummer 22. De hamnade på 13:e plats med 71 poäng. Makedonien fick poäng från 12 av de 41 röstande länderna. De fick tolv poäng från både Bosnien och Hercegovina och Serbien. Fyra länder gav dem även 8 poäng.